# Vasegerszeg
Vasegerszeg è un comune dell'Ungheria di 400 abitanti (dati 2001). È situato nella contea di Vas.